# Massaker von Radziłów

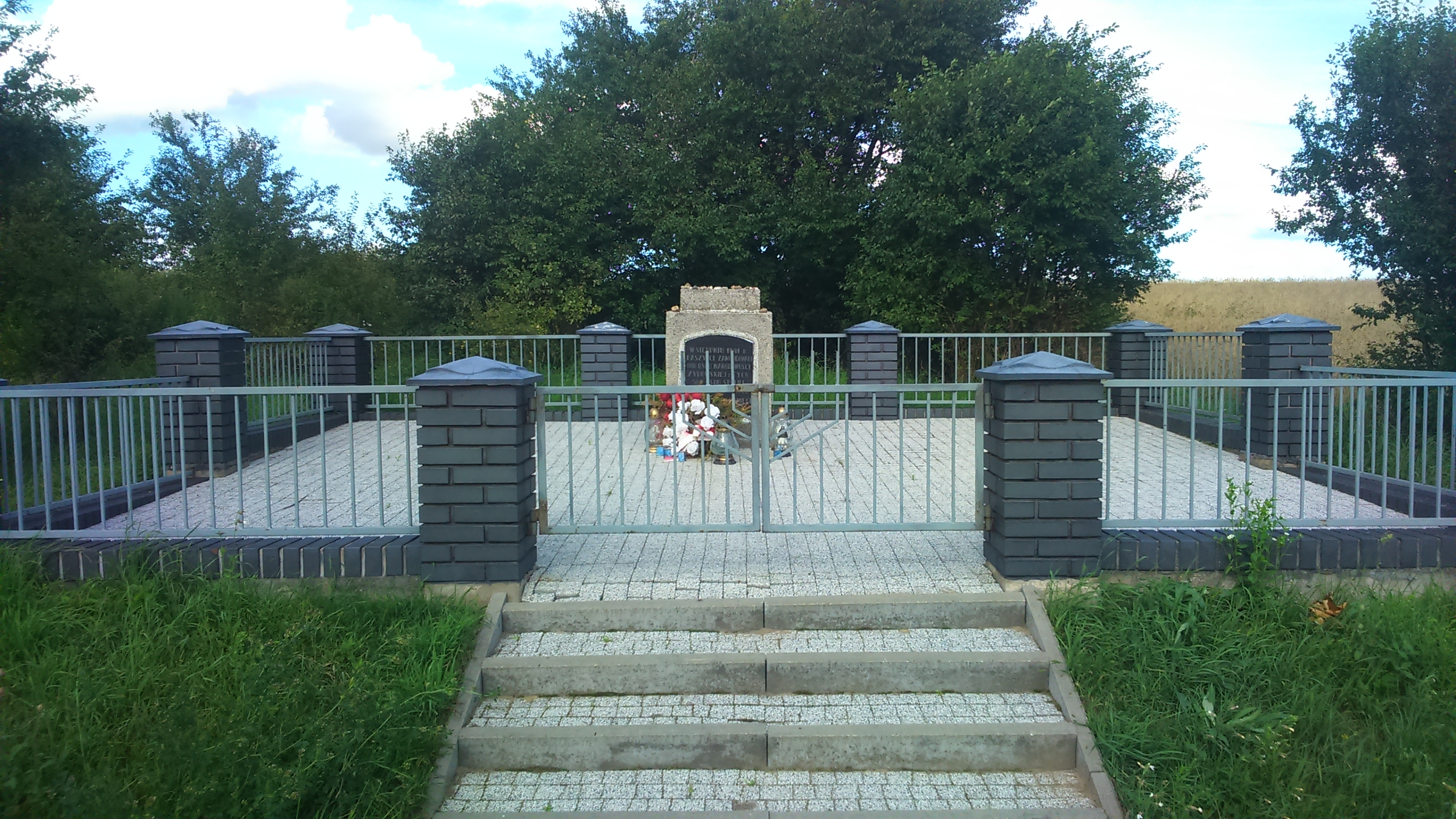
Mahnmal auf dem Friedhof

Das Massaker von Radziłów war ein Pogrom polnischer Bürger von Radziłów und der Umgebung an jüdischen Einwohnern der Kleinstadt im Nordosten Polens am 7. Juli 1941, bei dem um 800 Menschen ermordet wurden. Es fand während der Besatzung Radziłóws durch die Wehrmacht statt und gilt als gemeinsames Verbrechen einer Gruppe von polnischen Einwohnern und deutscher Besatzungsmacht.

## Historischer Hintergrund
Radziłów wurde 1444 erstmals urkundlich erwähnt. Während der Zeit der Adelsrepublik Polen-Litauen war es eine bedeutende Stadt. Juden siedelten seit dem 17. Jahrhundert hier. Im 19. Jahrhundert verarmte der Ort und verlor zeitweise die Stadtrechte. Anfang des 20. Jahrhunderts waren ca. 50 % der Bewohner Juden. In der Zweiten Polnischen Republik war die nationalistische und antisemitische Partei Nationaldemokratie stärkste Kraft unter den nichtjüdischen Polen. Bereits am 23. März 1933 kam es zu einem Pogrom an der jüdischen Bevölkerung, dem eine Person zum Opfer fiel. Zwei Angreifer, die sich an dem Pogrom beteiligt hatten, wurden von der Polizei erschossen. Der Ort gehörte zu jenem Teil Polens, welcher im September 1939 durch den deutsch-sowjetischen Nichtangriffspakt an die Sowjetunion fiel. Die sowjetischen Besatzer machten sich sofort daran, die polnische Vorkriegsordnung durch eine sowjetische zu ersetzen, dabei war es ihnen wichtig, die alten politischen und sozialen Eliten zu zerschlagen. Um diese Ziele durchzusetzen, gingen sie mit einer für diese eher landwirtschaftlich geprägte Region bisher unbekannten Gewalt vor, zu der Verhaftungen, Folter, Deportationen, Zwangsumsiedlungen, Enteignungen und Erschießungen gehörten. Die jüdische Bevölkerung wurde ebenfalls verfolgt, das sowjetische System bot für sie aber teilweise auch soziale Aufstiegschancen. Zu den in der polnischen Bevölkerung bereits zuvor verbreiteten antisemitischen Vorurteilen, die durch wirtschaftliche, soziale und religiöse Konflikte entstanden waren, kam das Bild der Juden als vermeintliche Nutznießer der sowjetischen Okkupationsherrschaft hinzu. Der deutsche Überfall auf die Sowjetunion am 22. Juni 1941 wurde daher von Teilen der polnischen Bevölkerung begrüßt, da die deutschen Soldaten als Befreier wahrgenommen wurden. Die Wehrmacht wurde von Teilen der Bevölkerung mit einem Triumphbogen mit dem Abbild Adolf Hitlers und dem Spruch Es lebe die deutsche Armee, die uns von der verfluchten jüdischen Kommunismus befreit hat begrüßt.

## Massaker
Am 25. Juni 1941 stachelten die deutschen Besatzer die nichtjüdischen Bewohner zu Übergriffen gegen Juden auf. Es kam zu Vergewaltigungen, Raub, Mord und zur Verbrennung von jüdischen Religionsschriften. Die Ausschreitungen dauerten an, auch nachdem die deutschen Einheiten den Ort verlassen hatten. Am 5. Juli 1941 fand in der Nähe das Pogrom von Wąsosz statt. In der Nacht vom 6. auf den 7. Juli 1941 kamen einige Einwohner von Wąsosz und umliegender Dörfer nach Radziłów. In den Morgenstunden des 7. Juli 1941 trafen auch Einheiten der Einsatzgruppe B (Zichenau-Schröttersburg) unter dem Kommando von Hermann Schaper im Ort ein. Die SS-Männer und die nichtjüdischen Polen brachten die Juden auf dem Marktplatz zusammen und begannen, sie zu erniedrigen und zu schlagen. Die Einsatzgruppe verließ den Ort nach einigen Stunden und überließ die Juden ihrem Schicksal. Sie wurden in eine Scheune gezwungen, die sodann in Brand gesetzt wurde. Wer flüchten wollte, wurde erschossen. Gleichzeitig wurde das jüdische Vermögen geplündert.

## Aufarbeitung
In der Volksrepublik Polen wurde ein Gedenkstein aufgestellt, der von einem faschistischen Verbrechen informierte, ohne die Täter zu nennen. 1947 schrieb der Überlebende Chai Finkelsztejn die wahre Geschichte des Massakers auf, nachdem er nach Palästina emigriert war. Auch sein Sohn Menachem Finkelsztejn trug zur Aufarbeitung des Verbrechens bei. Das Verbrechen wurde auch gerichtlich in Polen aufgearbeitet. Die Gerichtsakten sind erhalten. Das Institut für Nationales Gedenken hat jedoch das Verfahren 2010 eingestellt. 